# Schwendau
Schwendau est une commune autrichienne du district de Schwaz dans le Tyrol.